# Trebonianus Gallus
Trebonianus Gallus (tiếng Latinh: Gaius Vibius Afinius Trebonianus Gallus Augustus; 206 – 253), là Hoàng đế La Mã từ năm 251 đến 253, đồng cai trị cùng con mình là Volusianus.

## Thiếu thời

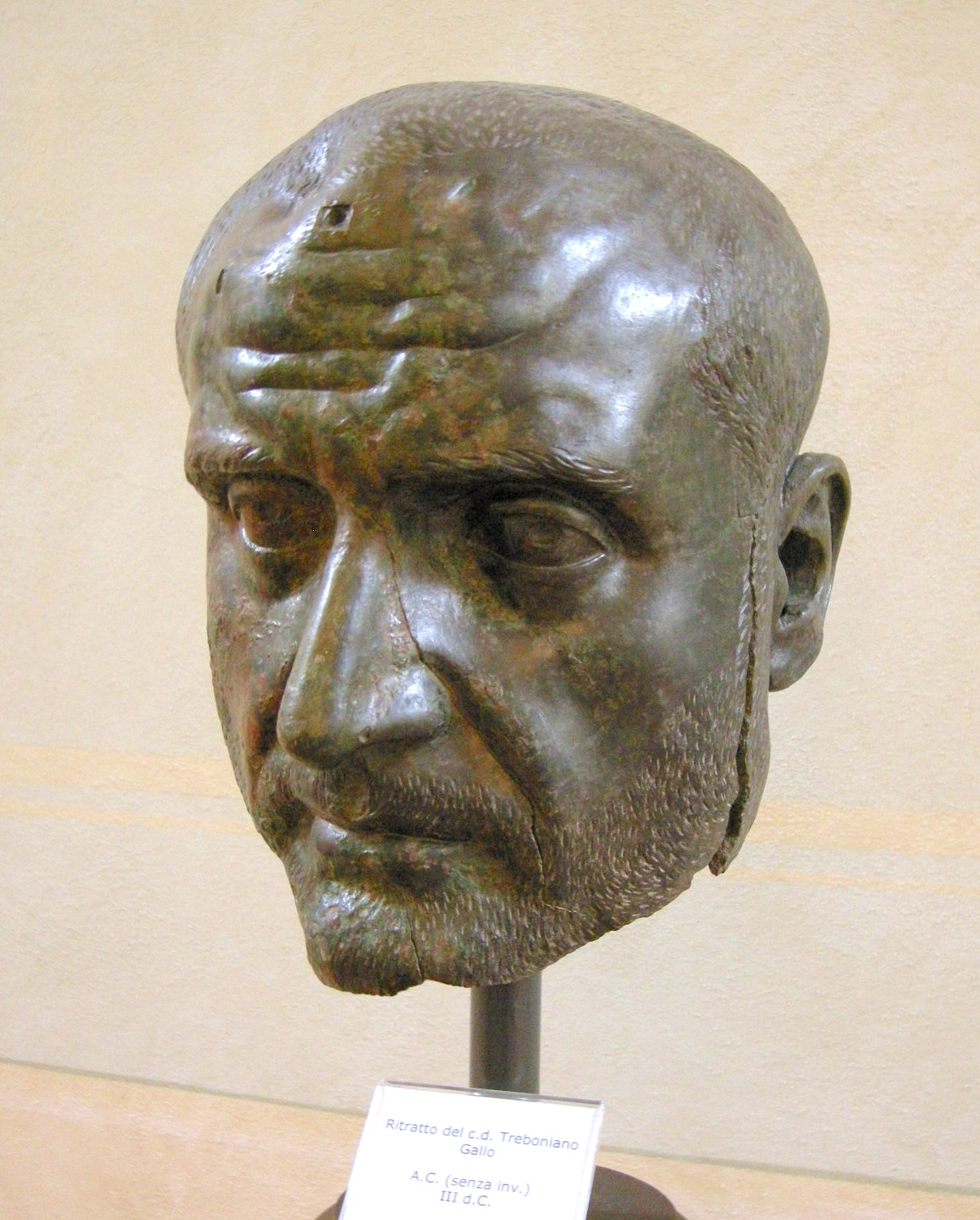
Tượng bán thân của Trebonianus Gallus

Gallus sinh vào năm 206 tại Ý trong một thế gia vọng tộc dòng dõi Nguyên lão nghị viên Etrusca. Ông có hai người con qua cuộc hôn nhân với Afinia Gemina Baebiana là Gaius Vibius Volusianus, sau này trở thành Hoàng đế và một người con gái tên Vibia Galla. Sự nghiệp ban đầu của ông là một cursus honorum điển hình, với nhiều chức vụ được bổ nhiệm gồm cả chính trị lẫn quân sự. Ông từng giữ chức chấp chính quan La Mã vào năm 250 được cử làm thống đốc tỉnh La Mã vùng Thượng Moesia, một chức vụ đã cho thấy sự tin cậy của Hoàng đế Trajan Decius đối với ông. Ở Moesia, Gallus là một nhân vật quan trọng trong việc đẩy lùi các cuộc tấn công xâm lược thường xuyên của các bộ tộc người Goth vùng sông Danube và rất được lòng quân sĩ, từng phục vụ trong suốt thời ky trị vì ngắn ngủi của ông nhờ những hình tượng chính thức của mình như: mái tóc cắt theo kiểu nhà binh, vóc dáng tựa như võ sĩ giác đấu cùng tư thế oai phong lẫm liệt.

## Nắm quyền
Tháng 6 năm 251, Decius và đồng hoàng đế cũng là con trai của ông Herennius Etruscus đều chết trong trận Abrittus dưới tay quân Goth mà họ dự định trừng trị vì tội dám xâm phạm bờ cõi Đế quốc La Mã. Theo lời đồn được sự ủng hộ của Dexippus (một nhà sử học Hy Lạp cùng thời) và lời sấm truyền thứ mười ba của Sibylline, sự thất bại của Decius phần lớn là do Gallus đã bắt tay với quân xâm lược để mưu hại chủ cũ. Trong bất cứ tình huống nào, khi quân đội nghe được hung tin liền tôn phò Gallus làm hoàng đế, mặc dù đứa con trai còn lại của Decius là Hostilianus đã lên ngôi hoàng đế ở Roma. Hành động này của quân đội và trong thực tế là Gallus dường như có mối quan hệ tốt với gia đình của Decius, khiến lời cáo buộc của Dexippus không chắc có thực. Dù Gallus chưa từ bỏ ý định trở thành hoàng đế, nhưng ông đã phải chấp nhận Hostilianus là đồng hoàng đế, có lẽ cũng để tránh những tổn hại của một cuộc nội chiến. 
Lo lắng cho việc củng cố vị trí của mình tại Roma và ổn định tình hình trên biên giới sông Donau, Gallus quyết định nghị hòa với người Goth. Thỏa thuận hòa bình cho phép người Goth rời khỏi lãnh thổ La Mã trong khi được phép giữ lại tù binh cùng chiến lợi phẩm của họ. Ngoài ra, điều khoản còn buộc triều đình phải trả cho họ một khoản cống nạp hàng năm. Khi đến Roma, danh hiệu hoàng đế của Gallus mới được sự công nhận chính thức từ Viện Nguyên lão, người con Volusianus của ông được phong là Caesar. Ngày 24 tháng 6 năm 251, Decius được phong thần, nhưng đến ngày 15 tháng 7 thì Hostilianus đột ngột qua đời trong một trận dịch hạch vừa bùng phát. Ngoài ra dưới thời trị vì của mình, Gallus từng ra lệnh mở một cuộc đàn áp cục bộ và thiếu sự phối hợp các tín đồ Kitô giáo từ lời cáo buộc của Giáo hoàng Cornelius vào năm 252.

## Ngoại tộc xâm lấn

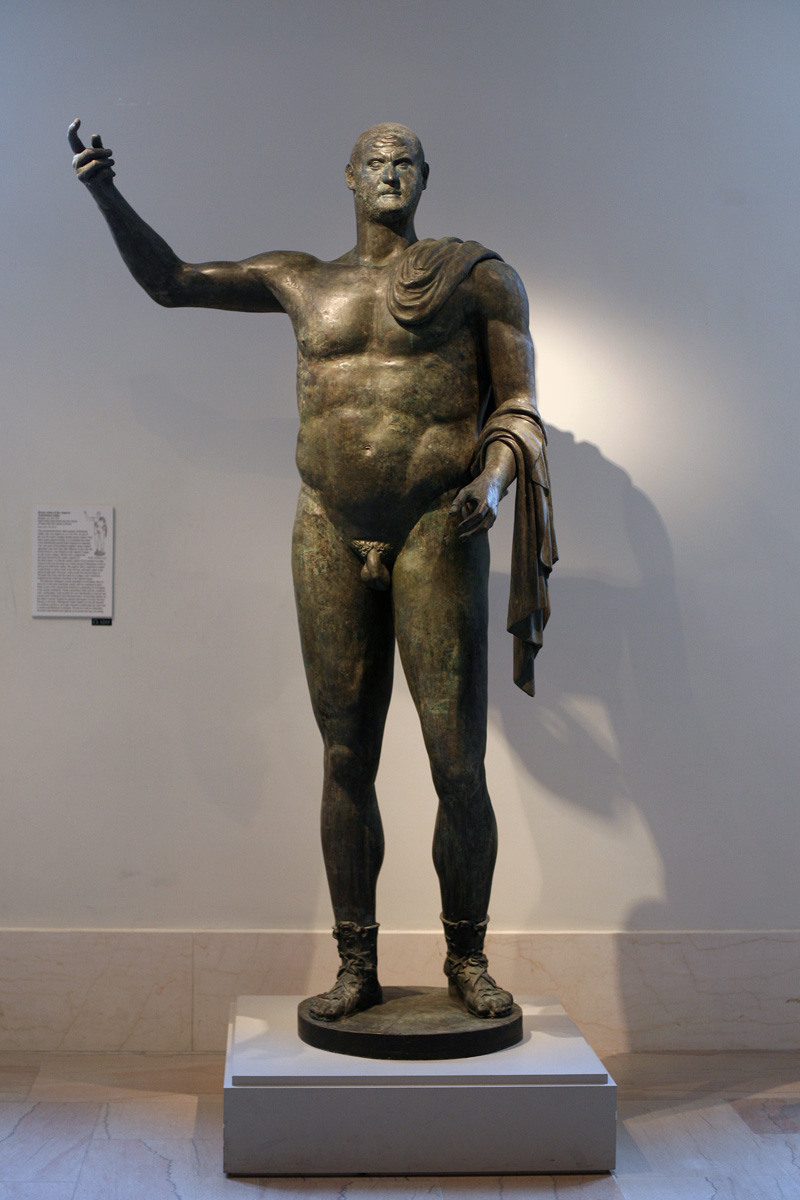
Tượng đồng của Gallus có niên đại từ thời ông làm Hoàng đế La Mã, chỉ còn sót lại tượng đồng với kích thước gần như hoàn chỉnh toàn bộ (Bảo tàng Nghệ thuật Metropolitan)

Giống như người tiền nhiệm của mình, Gallus không có lấy một phút giây thảnh thơi để mà trị vì được. Tại phía Đông, một nhà quý tộc Antiochene là Mariades đã nổi loạn và bắt đầu tàn phá Syria và Cappadocia, sau đó bỏ trốn sang Ba Tư. Gallus ra lệnh cho quân của mình tấn công người Ba Tư, nhưng Hoàng đế Ba Tư Shapur I đã dẫn quân xâm chiếm Armenia và đánh bại một đội quân La Mã lớn trong trận đột kích ở Barbalissos vào năm 253. Sau đó Shapur I lại tiếp tục xâm chiếm các tỉnh ở Syria không được bảo vệ, tất cả đồn binh lê dương và thành phố tại đây đều lần lượt bị chiếm đóng và tàn phá, bao gồm cả thành Antioch mà không gặp phải phản ứng nào.
Cuộc xâm lược của người Ba Tư còn được lặp lại trong năm sau, thế nhưng lúc bấy giờ Uranius Antoninus (một linh mục ban đầu được gọi là Sampsiceramus), một hậu duệ của hoàng tộc Emesa, đã mang quân giao chiến dữ dội với Shapur và buộc ông phải rút lui. Nhân cơ hội này mà Uranius Antoninus liền tự xưng hoàng đế, sự kiện này được xác đình là nhờ vào các tiền xu được đúc cùng với hình ảnh của ông và hàng chữ bên trên. Cùng lúc đó,trên sông Donau, các bộ tộc người Scythia một lần nữa lại nổi lên như một hiểm họa ngoại xâm bất chấp hiệp ước hòa bình mà họ ký kết với La Mã vào năm 251. Họ xâm chiếm Tiểu Á bằng đường biển, thiêu hủy ngôi đền thờ Artemis ở Ephesus và trở về nhà với chiến lợi phẩm trong tay. Vùng Hạ Moesia cũng bị xâm lược vào đầu năm 253. Aemilianus, thống đốc vùng Thượng Moesia và Pannonia, dẫn đầu trong cuộc chiến và đã đánh bại quân xâm lược.

## Cái chết
Kể từ khi quân đội không còn hài lòng với Hoàng đế, đám binh sĩ liền tôn Aemilianus làm hoàng đế. Với một kẻ tiếm ngôi đe dọa đến ngôi vị của mình, Gallus đã chuẩn bị cho một cuộc chiến chống lại Aemilianus. Ông cho gọi nhiều quân đoàn lê dương và ra lệnh cho quân tiếp viện từ Gaul trở về Roma dưới sự chỉ huy của vị hoàng đế tương lai Publius Licinius Valerianus. Bất chấp những biến động này, Aemilianus mau chóng hành quân vào đất Ý sẵn sàng chiến đấu cho yêu sách của mình và ngầm sai người lẻn vào bắt sống Gallus tại Interamna (nay là Terni) trước khi Valerianus đến kịp lúc. Những gì thực sự xảy ra ở đó cho đến nay đối với giới sử học vẫn còn mơ hồ. Những nguồn tài liệu về sau cho rằng sau một thất bại ban đầu, Gallus và Volusianus đều đám binh sĩ dưới quyền sát hại; hoặc Gallus đã không có cơ hội để đối mặt với Aemilianus cũng bởi do quân của ông đa phần đều ngả về kẻ tiếm ngôi. Dù gì đi nữa thì tất cả đồng ý rằng Gallus và Volusianus đều bị giết vào tháng 8 năm 253.